# هوي هوي كويوتل

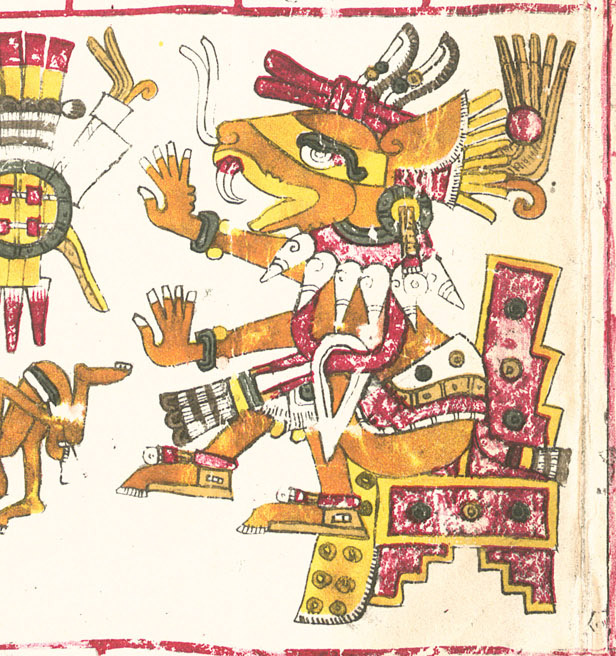
هوي هوي كويوتل في مخطوط الأزتيك.

هوي هوي كويوتل (بالإنجليزية: Huēhuecoyōtl)‏ في الأساطير الأزتيكية، هو إله الموسيقى والرقص ما قبل كولومبوس. معنى الاسم "القديم-القديم"، وهو راعي النشاط الجنسي. يشترك في العديد من الخصائص مع المحتال كيوتي Coyote من قبائل أمريكا الشمالية، بما في ذلك سرد القصص والغناء الكورالي.